# Aonia Planum
Aonia Planum es una formación geológica de tipo meseta en la superficie del planeta Marte, localizada con el sistema de coordenadas planetocéntricas a -53.11 latitud N y 288.89° longitud E, que mide 563,45 kilómetros (350,1 mi) de diámetro. Recibió su nombre de una de las características de albedo en Marte, y su nombre fue aprobado por la Unión Astronómica Internacional en el año 2003.